# ماکویشته
ماکویشته (به صربی: Makvište) یک روستا در صربستان است که در دسپوتوواتس واقع شده‌است.